# Николаевская церковь (Нови-Сад)
Николаевская церковь (серб. Николајевска црква) — православный храм Бачской епархии Сербской православной церкви в городе Нови-Сад в Сербии, посвящённый Перенесению мощей святителя Николая. Памятник культуры Сербии большого значения.
Деревянная Николаевская церковь в Нови-Саде была построена, вероятно, после Великого переселения сербов в 1692 году. Современная церковь была возведена в период с 1726 по 1730 год немного южнее прежнего храма. Освящение новой церкви состоялось в 1730 году. Она была построена братьями Неделько и Стоичем Симичем как семейная гробница.
В конце XVIII века церковь использовалась также греками и русскими. Литургия совершалась поочерёдно на греческом и церковно-славянском языке. Последним священником служившим в храме на греческом языке был Павле Балта.
12 июня 1849 года во время революции 1849 года церковь подверглась артобстрелу. Внутренняя отделка храма была уничтожена. В 1861—1862 годах церковь была восстановлена усилиями Йована и Марии Трандафил. Тогда же Никола Димшич расписал стены храма, а Павле Симич — иконостас.
Храм построен в стиле барокко и представляет собой однонефное строение с полукруглой апсидой. С западной стороны церкви возвышается колокольня, которая имеет два выступа.
Церковь известна своими куполами, сделанными в середине XVIII века в русском стиле. Также здесь на надгробной плите 1749 года впервые было упомянуто название «Нови Сад».